# 連續體謬誤
連續體謬誤（英語：continuum fallacy），又稱劃界謬誤（英語：line drawing fallacy）、秃子謬誤（英語：bald man fallacy）、灰色地帶謬誤（英語：fallacy of grey）、堆垛悖論（英語：sorites paradox），是一種非形式謬誤，最早由墨伽拉學派的哲學家歐布利德斯提出。係宣稱由於無法精確定義某些關鍵概念，因而某些概念、論點是無用、無意義的。一種常見形式是宣稱由於我們無法在Ｘ和非Ｘ之間劃出明確的界限，因此Ｘ的概念是無意義的。

## 示例

### 小麥堆悖論
一粒小麥不算是小麥堆，加上一粒小麥，二粒小麥不算是小麥堆，再加上一粒小麥，三粒小麥也不算是小麥堆……所以，無論有多少粒小麥，都不能算是小麥堆。

### 抽菸無害論
抽一支菸不會對身體造成明顯傷害，抽二支菸對身體造成的傷害和抽一支菸相差無幾，抽三支菸對身體造成的傷害和抽二支菸相差無幾，……，因此，無論抽多少支菸，都不會對身體造成明顯傷害。

## 說明
概念可分為封閉式概念與開放式概念。前者是指可明確定義的概念，比如正方形；後者則是指無法明確定義的概念，例如身心障礙者。開放式概念往往會有處於灰色地帶的例子而造成爭論，然而在大多數情況下我們仍然能區分該概念的成員與非成員，因而這些概念仍然是有用且重要的。
連續體謬誤的錯誤在於宣稱沒有精確的界限就無法區分概念的成員與非成員，然而儘管我們無法給出特定的「頭髮數」作為秃子與非秃子的界限，我們通常還是能區分頭髮很多的非秃子和頭髮很少的秃子。

## 外部連結
- （英文）Open and Closed Concepts and the Continuum Fallacy （页面存档备份，存于）
- （英文）Writer's Web: Reasoning: Arguing Cogently （页面存档备份，存于）